# Bilandžić
Bilandžić  je priimek več znanih oseb:

## Znani nosilci priimka
- Dušan Bilandžić, hrvaški zgodovinar in akademik